# Narragodes gyda
Narragodes gyda är en fjärilsart som beskrevs av Louis Beethoven Prout 1910. Narragodes gyda ingår i släktet Narragodes och familjen mätare. Inga underarter finns listade i Catalogue of Life.